# 马萨里宫

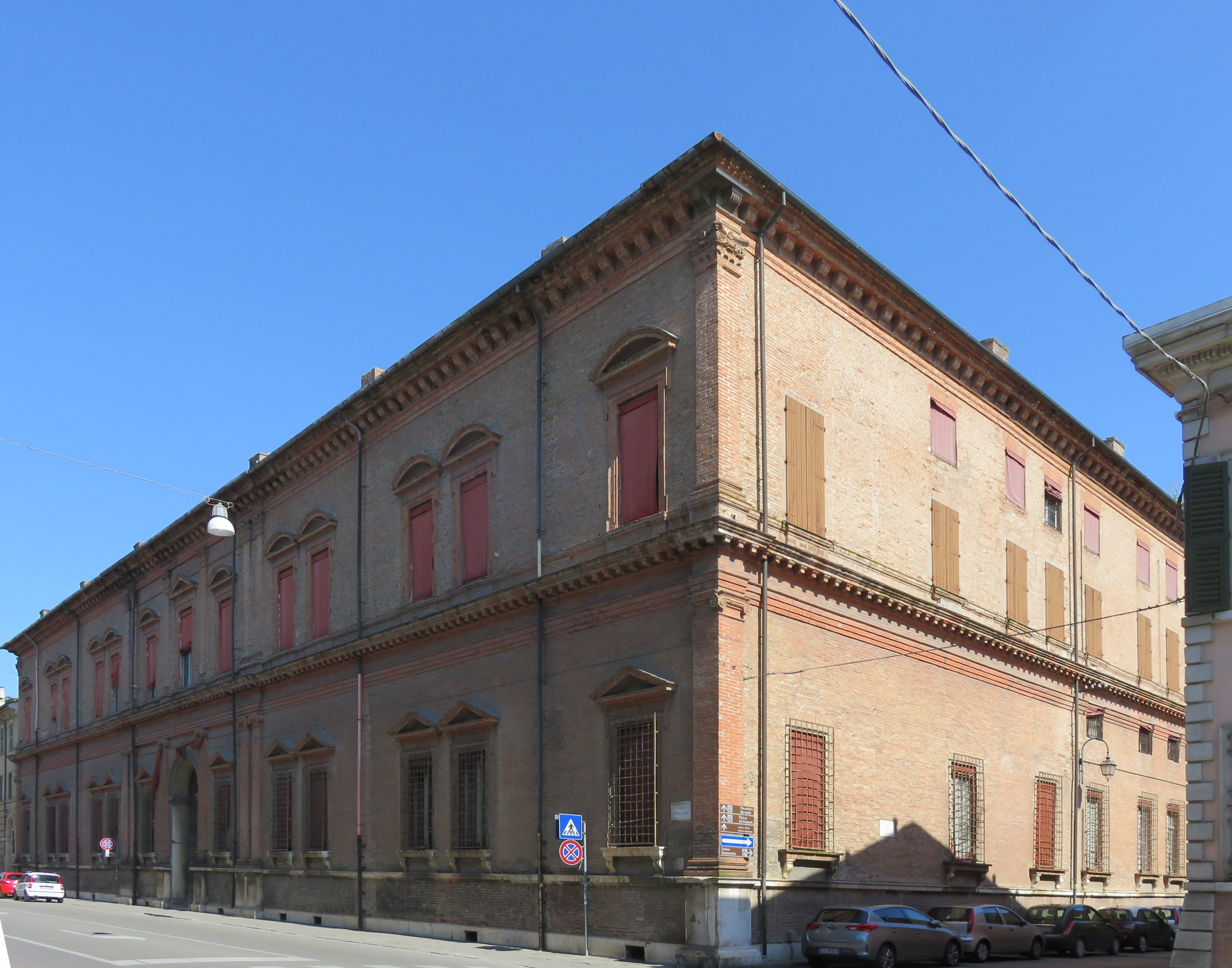

马萨里宫（Palazzo Massari）又名红宫（Palazzo Rosso），是意大利费拉拉的一座文艺复兴风格的宫殿，位于博尔索街（via Borso）和马雷门街（Corso Porta Mare）9号，在阿里奥斯托广场的西北角。

## 历史
该建筑建于1591年。在19世纪，该建筑成为马萨里家族的财产，后来又卖给费拉拉市。自1975年，该市的现代和当代艺术博物馆设于此建筑。现在，另外三个博物馆：乔瓦尼·博迪尼博物馆（Museo Giovanni Boldini），十九世纪博物馆（Museo dell'Ottocento）和现代和当代艺术博物馆（Museo d'Arte Moderna e Contemporanea "Filippo de Pisis"）也设于该建筑内。
宫殿的花园建于18世纪，19世纪改为英式园林。1970年代以来，在花园展示现代户外雕塑。